# 머라이어 캐리
머라이어 캐리(영어: Mariah Carey, 1969년 3월 27일 ~ )는 미국의 가수, 작곡가, 작사가, 프로듀서, 배우이다. 기네스북에서 Songbird Supreme으로 지칭하는 머라이어는 0옥타브 파(F2)부터 6옥타브 파#(F#8)에 이르는 음역대, 벨팅 창법, 멜리스마 창법, 휘슬 레지스터 창법으로 유명하다.
머라이어 캐리는 1990년 컬럼비아 레코드와 계약을 맺고, 데뷔 음반 《Mariah Carey》가 빌보드 200에서 11주 연속 1위를 차지하며 유명해지기 시작했다. 곧이어, 머라이어 캐리는 〈Vision of Love〉부터 〈Emotions〉까지 데뷔 직후 다섯 개의 싱글이 연속으로 빌보드 핫 100 1위에 오른 최초이자 유일한 가수가 되었다. 이후 소니 뮤직 대표 토미 모톨라와 결혼한 머라이어는 《Music Box》, 《Merry Christmas》, 《Daydream》을 차례로 연속 흥행시키며 소속사에서 가장 많은 음반 판매량을 기록한 가수가 되었다. 이 세 개의 음반에서 〈Hero〉, 〈Without You〉, 〈All I Want for Christmas Is You〉, 〈Fantasy〉, 〈Always Be My Baby〉 등과 같은 머라이어의 가장 성공적인 싱글이 나왔으며, 특히 〈One Sweet Day〉는 빌보드 핫 100 1위를 16주 동안 차지하면서 역대 빌보드 핫 100 최장기 1위라는 진기록을 1996년부터 2019년까지 유지했다. 이후 머라이어는 토미 모톨라와 이혼하고, 《Butterfly》와 《Rainbow》를 발매하며 본인이 추구하는 이미지를 드러내기 시작했다. 또한, 본인의 노래에 힙합 장르를 많이 접목시키기 시작했다. 빌보드는 머라이어 캐리를 1990년대 가장 성공한 가수로 선정하였고, 월드 뮤직 어워드는 머라이어 캐리를 1990년대 최다 음반 판매량을 기록한 가수로 선정했다.
데뷔 이후 11년 연속 빌보드 핫 100 1위 곡을 배출한 머라이어는 2000년 컬럼비아 레코드와 결별하고, 버진 레코드와 1억 달러라는 기록적인 계약을 맺었다. 그러나 2001년 영화 《글리터》와 사운드트랙 음반 《Glitter》가 실패한 이후 머라이어는 신체적 · 정서적인 붕괴를 겪으며 암흑기에 빠지고, 결국 버진 레코드는 머라이어에게 5000만 달러의 위약금을 물어 주고 계약을 해지하였다. 그리고 머라이어는 다음 해에 아일랜드 레코드와 계약해 《Charmbracelet》을 발매하고, 재기를 위한 발판을 마련한다. 이후 2005년 머라이어는 《The Emancipation of Mimi》로 성공적으로 재기하였으며, 이 음반은 2005년 세계에서 두 번째로 많이 판매된 음반이 되었다. 이 음반의 싱글 〈We Belong Together〉는 빌보드 핫 100에서 14주 동안 1위를 기록하고, 빌보드 핫 100 2000년대 결산 1위를 차지하면서 머라이어는 빌보드 핫 100 연대 결산에서 두 번이나 1위를 차지한 유일한 가수가 되었다. 2008년에는 싱글 〈Touch My Body〉가 빌보드 핫 100 1위를 차지하며 머라이어는 역대 최다 빌보드 핫 100 1위 곡 기록을 가진 솔로 가수가 되었다. 한편, 1994년에 나온 싱글 〈All I Want for Christmas Is You〉는 크리스마스 시즌마다 역주행을 거듭하면서 발매 25년 만인 2019년에 머라이어의 19번째 빌보드 핫 100 1위 곡이 되었고, 다음 해에도 1위를 차지하였다. 이 곡을 통해 머라이어는 1990년대, 2000년대, 2010년대, 2020년대 총 네 연대에서 모두 1위 곡이 나온 최초이자 유일한 가수가 되었다.
머라이어 캐리는 전 세계 약 2억 장의 음반 판매량을 기록하고, 역대 최다 음반 판매량을 기록한 가수 중 한 명이 되었다. 미국 음반 산업 협회에 따르면, 머라이어는 미국에서 7400만 장의 음반 판매량을 기록해 미국에서 가장 많은 음반 판매량을 기록한 여성 아티스트가 되었다. 2019년, 빌보드는 머라이어 캐리를 올타임 여성 아티스트 중 1위로 선정했다. 상업적인 성과 외에도, 머라이어는 5개의 그래미 어워드, 19개의 월드 뮤직 어워드, 10개의 아메리칸 뮤직 어워드, 그리고 15개의 빌보드 뮤직 어워드를 수상했으며, 현재까지도 여러 세대의 가수들에게 영감을 주는 가수로 계속해서 인정받고 있다.

## 생애

### 1969년 ~ 1989년: 어린 시절과 데뷔 이전
머라이어 캐리는 뉴욕주 롱아일랜드의 헌팅턴에서 태어났다. 캐리는 전 오페라 가수 및 보컬 코치 일을 하던 패트리샤(옛 히키)와 항공 우주 공학자 일을 하던 알프레드 로이 캐리의 막내이자 집안의 셋째 아이로 태어났다. 머라이어 캐리의 성인 캐리는 가족이 뉴욕으로 이사한 후 아프리카계 베네수엘라인 할아버지 로베르토 누네즈가 지어준 이름이다. 아빠 알프레드는 아프리카계 베네수엘라인과 아프리카계 미국인 혈통이며, 엄마 패트리샤는 아일랜드계 미국인 백인 혈통이다. 패트리샤의 아빠는 어렸을 적에 죽었는데, 음악적 열정을 이어받았다. 이후 오페라 가수와 보컬 코치로 일하다가 알프레드를 만났다. 둘은 만난 그 해 뉴욕 근처 작은 교외로 이사해 결혼식을 올렸고, 알프레드는 항공 엔지니어로 일하면서 생계를 시작했다.
형제로는 언니 알리슨과 오빠 모건이 있다. 캐리의 가족들은 헌팅턴에 살았지만, 당시 인종차별로 인해 이웃들이 애완견과 집 등을 불에 태우기도 했었다. 때문에 뉴욕 일대 곳곳을 자주 이사 다녀야 했다. 캐리의 부모님들은 이혼한 뒤, 아버지와 접촉은 드물었으며 어머니가 가족들을 부양하기 위해 잡다한 여러 가지 일을 하게 되었다. 캐리는 집에서 많은 시간을 혼자 보내게 되었는데, 이때 음악으로 자기 길을 찾게 되었다. 캐리는 세 살 때부터 노래를 부르기 시작했고 주세페 베르디의 리골레토를 이탈리어로 부르기도 해 어머니를 놀라게 했다
캐리는 뉴욕 주의 그린론 소재 올드필드 중학교와 하버 필즈 고등학교를 다녔다. 하지만 여러 가지 가수가 되기 위한 작업들 때문에 자주 결석하는 일이 일어났다. 학교 측에선 캐리의 데모 테이프를 듣고는 놀라 친구들은 캐리에게 "Mirage"(신기루)라는 별명을 지어주기도 했다. 뉴욕으로 이사한 후 캐리는 집세를 내기 위해 뷰티 스쿨에서 아르바이트를 하기도 했다. 아르바이트를 하던 중 캐리는 푸에르토리코의 프리 스타일 가수 브렌다 K. 스타의 보조 가수가 되었다.
머라이어는 1988년 음반 업계 관계자들의 파티에 초대되어 브렌다와 함께 참석했다. 이 자리에서 브렌다는 한 음반 관계자에게 머라이어의 데모 테이프를 건넸고, 그 순간 토미 모톨라가 갑자기 그 데모 테이프를 가로채 주머니에 넣었다. 파티가 끝난 이후 토미 모톨라와 오비오하는 돌아가는 차 안에서 이 테이프를 듣고는 놀라움을 감추지 못했다. 그 테이프에는 '세계 최고의 가수가 될, 머라이어 캐리'라고 적혀있었고, 이들은 파티에 돌아가 '머라이어 캐리'라는 소녀를 찾았지만, 이미 떠난 후였다. 그 이후 토미 모톨라는 끝내 캐리를 찾아내게 되었고, 다른 두 음반사와 음반 계약 조율 중이던 머라이어를 자신의 회사에 영입하는 데 성공했다. 이 이야기는 머라이어의 데뷔 일화로, 매우 유명해지게 되었다.

### 1990년 ~ 1992년: 혜성 같은 데뷔 · 《Mariah Carey》와 《Emotions》

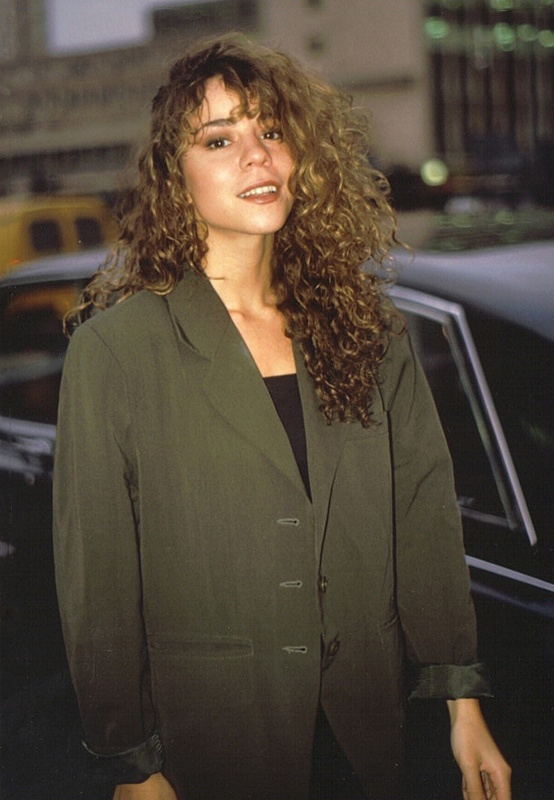
1990년 머라이어 캐리.

마침내 1990년, 머라이어 캐리는 본인의 이름을 타이틀로 한 1집 앨범 Mariah Carey를 발매하며 화려하게 등장했다. 어린 시절부터 작곡과 작사를 했던 능력을 바탕으로 데뷔 앨범의 작곡 작사에 모두 참여했을 뿐만 아니라 몇몇 곡은 고등학교 때 작곡하여 녹음한 데모 테이프의 수록곡을 다듬어 발표된 곡이었다. 발매된 뒤, 비평가들은 이 음반을 듣고서는 극찬을 펼쳤다. 음반은 빌보드 200 1위를 차지하게 된다. 이 음반에서 빌보드 핫 100 1위 곡은 무려 4개나 나왔으며, 미국에서 캐리는 단번에 슈퍼스타가 되었고 다른 국가에서도 꽤나 인기를 얻었다. 비평가들은 음반을 높게 평가했고, 그래미 상에서 최우수 신인상을 비롯해 데뷔 싱글 "Vision of Love"로 최우수 여성 팝 보컬 퍼포먼스상을 수상했다. 머라이어의 데뷔 음반은 1991년 그해 제일 많이 팔린 음반이기도 했다.(미국에서)
이어 1991년, 캐리의 두 번째 정규 음반 Emotions 이 발매된다. 두 번째 음반은 1991년 말에 발매되었는데, 평단으로부터 기교와 보컬이 과하다며 좋지 않은 평가를 받았고, 상업적인 결과도 전작에 비해 조금 떨어졌다. 하지만 타이틀 트랙 "Emotions"은 빌보드 핫 100에서 1위를 하며 다섯 번째 1위 곡이 되었다. 이는 2집에서 유일한 1위 곡이기도 했다. 2장의 앨범을 발매하는 동안 단 한 번의 콘서트도 가지지 않은 머라이어 캐리에 대해, 언론에서는 의심의 눈초리를 보내기 시작했다. 심지어는 당시 다른 사람이 노래를 한 것을 립싱크하여 그래미 수상이 박탈되었던 모 그룹 가수의 일에 빗대어 머라이어도 대리 보컬 의혹이 불거져 나오기도 했다. 소속사는 이를 의식해서 마침내 1992년 MTV를 통해 그녀의 단독 공연을 열었다. MTV Unplugged라는 프로그램을 통해 자신만의 무대를 가진 머라이어는 세간의 의혹들을 비웃기라도 하듯 뛰어난 라이브를 선보였으며, 특히 공연 이틀 전 정했다는 리메이크곡 "I'll Be There(원곡 : 잭슨 5)"은 싱글로 발매되어 싱글 차트 정상을 차지하기도 했다. 이 날의 라이브 공연은 앨범으로 발매되어 전 세계 700만 장 이상의 판매고를 보이기도 했다.

### 1993년 ~ 1996년: 《Music Box》 · 《Merry Christmas》와 《Daydream》
당시 23세였던 캐리는 43세의 모톨라와 사랑에 빠지게 되었고, 1993년 6월에 맨해튼에서 감독주교회식으로 결혼식을 올렸다. 머라이어와 토미 부부는 결혼식에 50만 달러를 쏟아부었으며, 다이애나비 부부도 축하를 보내왔다. 결혼 이후 같은 해에 3집 앨범 "뮤직 박스 (Music Box)"라는 앨범을 발매했다. 2집에서 자신의 보컬 능력을 최대한 쏟아부었다가 평단의 비판을 받았던 머라이어는, 기교와 고음을 최대한 자제하고 갓 결혼한 신부의 수줍음을 대변이라도 하듯 달콤하고 섬세한 보컬을 선보였다. 감정면에서도 이전의 1, 2집 앨범에 비해 발전된 모습을 보였다. 그러나 그래미에서는 철저하게 머라이어를 외면하기 시작했다. 소속사 사장과의 결혼이 그래미에 부정적으로 비쳤을 것이라는 설이 지배적으로 남아있을 만큼 그래미는 데뷔 당시를 제외하고는 이후 15년간이나 머라이어를 후보에만 올리고 정작 상을 하나도 주지 않는 모습을 보였다.
그러나 상업적인 성공은 엄청났다. 이 앨범의 첫 싱글이었던 "Dreamlover"는 빌보드 싱글 차트에서 8주간이나 1위를 하는 저력을 보였으며, "Hero", "Without You/Never Forget You(더블 싱글)", "Anytime You Need A Friend" 등 발매 싱글이 연이어 히트를 기록하면서 앨범의 판매량 또한 꾸준히 증가했으며, 미국 내 1000만 장과 전 세계 3200만 장이라는 판매고를 올리기에 이르렀다. 그뿐만 아니라 14개 국가에서 차트 1위와 당시 판매량 1위를 기록하기도 했으며 한국에서도 100만 장이라는 판매고를 올리기도 했다. 또한 이 앨범을 발매한 이후 처음으로 월드투어 콘서트를 통해 팬들과의 만남을 가지기도 했다. 그러나 안타깝게도 공연의 동영상은 남아있는 것이 거의 없고 음원으로만 남아있는 상황이다.
1994년 라이오넬 리치와 다이애나 로스의 명곡인 "Endless Love"를 루서 밴드로스와 듀엣으로 불러 빌보드 2위에 오르며 꾸준한 인기를 모은 캐리는 1994년 후반에 "메리 크리스마스 (Merry Christmas)"라는 앨범을 내놓았다. 이 앨범에는 전통적인 크리스마스 캐롤도 있었지만 새로운 창작곡 "All I Want for Christmas Is You"를 포함한 3곡의 신곡도 있었으며 이 곡은 캐리의 첫 번째 일본 1위곡이 되었다. 이 캐롤 앨범은 미국 캐롤 앨범 중 2번째로 많이 팔린 앨범(500만장)이며 세계적으로 가장 많이 팔린 크리스마스 캐롤 앨범으로 기록되고 있다.(2100만장 이상)
1995년에는 "데이드림 (Daydream)"이 발매되었으며 이 앨범은 전 앨범들의 팝 스타일과 현대식 힙합 및 R&B 스타일을 잘 묘화 시키며 미국 내에서만 천만 장 이상이 팔리는 판매고를 세웠다. 앨범에는 보이즈 투 멘, 베이비페이스 등의 R&B 프로듀서와 가수가 참여했다. 이 앨범의 수록곡들도 크게 성공적이었다. "Fantasy"는 앨범 발매 전에 팬들의 빗발치는 요구로 싱글이 먼저 공개되었으며 싱글 발매 직후 빌보드 싱글 차트 1위에 데뷔하여 마이클 잭슨에 이어 두 번째로 차트 1위로 싱글을 데뷔시킨 아티스트로 기록되었다. 이 싱글은 이후 8주간 1위를 기록했으며, 두 번째 싱글 "One Sweet Day"는 16주간 1위에 머물러 지금까지도 깨지지 않은 기록을 수립하였다. 세 번째 싱글이었던 "Always Be My Baby"도 역시 싱글 차트 1위를 기록하며 1996년은 가히 머라이어의 해라 할 만큼 위력을 과시했다. 세 번째 싱글이었던 "Always Be My Baby"는 1996년에 가장 많이 라디오 전파를 탄 노래로 기록되었다. 머라이어 캐리와 휘트니 휴스턴, 셀린 디온이 차트에서 1위 경합을 벌여 머라이어(8주)-휘트니(1주)-머라이어(16주)-셀린(6주)-머라이어(2주)의 순서로 엎치락뒤치락 1위를 서로 탈환하는 재밌는 광경을 보이기도 했다.
이 앨범은 미국 내 1000만 장 전 세계 2500만 장이라는 판매고를 올리며 머라이어의 인기를 더더욱 치솟게 만들었다. 첫 싱글이었던 "Fantasy" 싱글에서 머라이어는 R&B와 힙합을 접목시키는 시도를 했으며 반응이 꽤나 긍정적이었다. 또한 이 앨범에서 보여준 허스키한 보이스와 더욱 깊어진 창법과 기교 등은 좋은 평가를 받기도 했지만, 전체적인 앨범 트랙 구성에서 전작의 성공 공식을 답습했다는 비판을 받기도 했다. 1996년 그래미는 이 앨범으로 머라이어를 6개 부문에 노미네이트 시켜 화제를 모았고, 머라이어의 그래미 수상이 예상되었으나 결과적으로 머라이어는 또다시 그래미에서 상을 하나도 받지 못하게 되었다.
1996년 머라이어는 월드투어를 통해 또다시 전 세계의 팬들과 만났으며 이 월드투어 콘서트에서 보여준 머라이어의 보컬 능력은 이미 정점에 달해있었다. 특히 1996년 3월 일본의 도쿄돔 콘서트에서 보여준 머라이어의 보컬은 팬들 사이에서 전설적인 공연으로 남아있을 정도이며, 공개는 되지 않고 팬들이 찍은 영상으로만 알려진 다른 공연들에서도 머라이어는 자신의 능력을 보여줬다. 그러나 개인적인 머라이어의 사생활은 불안정해지기 시작했다. 머라이어 부부의 불화설이 불거져 나오기도 했다.

### 1997년 ~ 2000년: 새로운 이미지와 자립 · 《Butterfly》와 《#1's》, 《Rainbow》

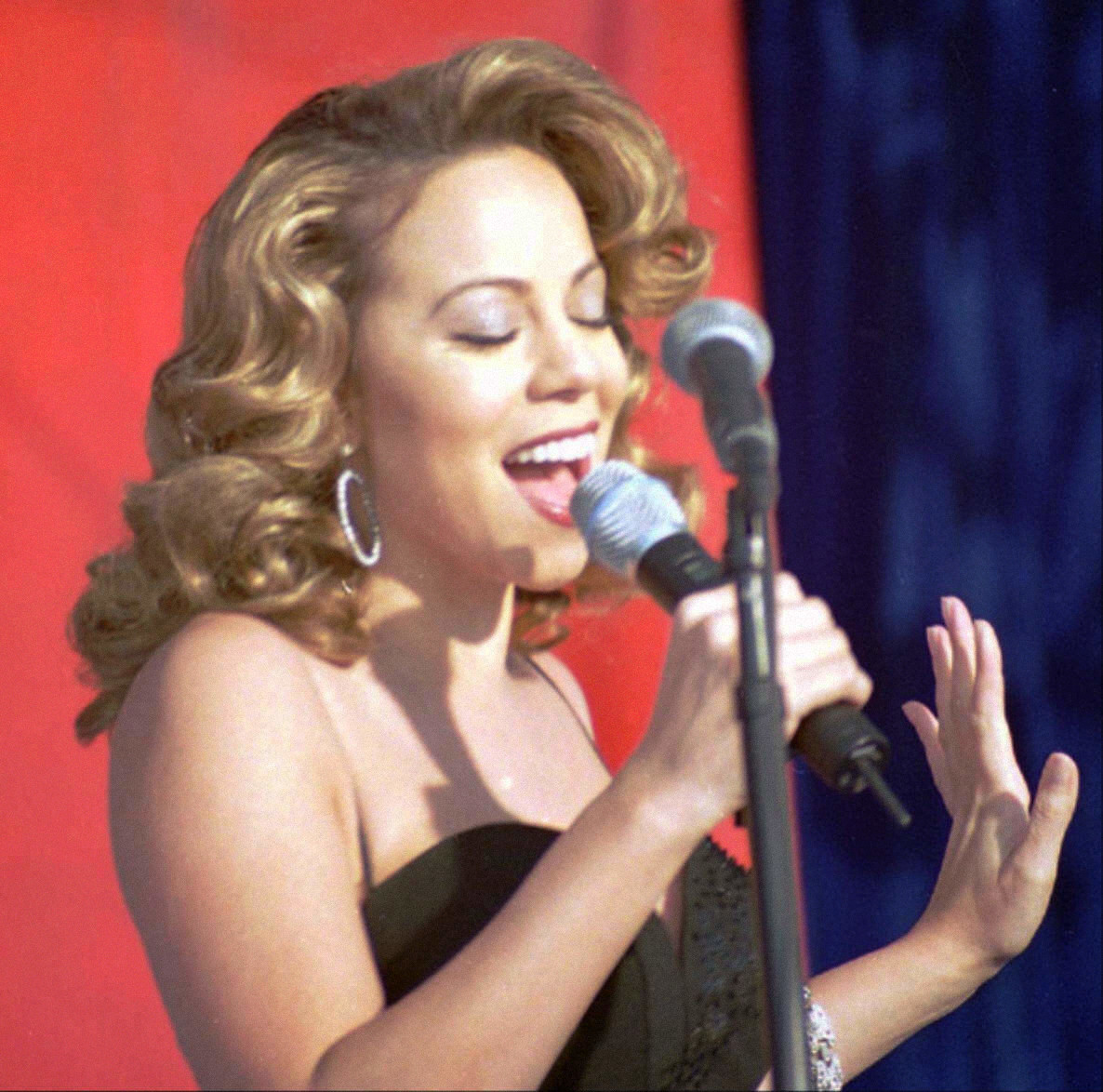
1998년 에드워즈 공군 기지에서 "I Still Believe" 열창 중인 머라이어 캐리.

머라이어 캐리는 1997년 토미 모톨라와의 별거를 공식적으로 인정했다. 캐리는 20살 연상의 남편이 자신에게 너무나 집착하는 모습을 보였으며, 공식적인 스케줄 외에는 외출도 하지 못했고, 집 밖에서는 짧은 옷도 입지 못하게 할 정도였다고 주장했다. 공식 별거 선언 이후 발표한 "버터플라이 (Butterfly)"앨범에서 머라이어는 그동안 그녀를 감싸고 있던 옷들을 벗었을 뿐만 아니라 창법과 음악적 스타일에서도 변화를 보였다. 첫 곡이자 12번째 1위 곡이 된(차트 1위로 데뷔) "Honey"의 싱글과 뮤직비디오에서 머라이어는 그동안 소속사에서 만들었던 청순한 이미지 뒤에 숨겨두었던 섹시한 그녀의 모습을 보여주었다. 이듬해인 1998년 두 번째로 발매한 싱글 "My All"은 캐리의 미국 내 13번째 1위 곡이 되면서 머라이어는 여성 가수로는 최다 빌보드 싱글 차트 1위 곡을 보유한 가수가 되었다. 이 앨범 역시 전 세계에서 10위권 안에 진입했으며 미국 내 500만 장, 전 세계 1500만 장 이상의 판매고를 기록했으나, 전작이 미국 내 1000만 장 전 세계 2200만 장에 비하면 턱없이 적어진 판매고였다. 일부 팬들이 새로워진 머라이어에 대해 거부감이 들기 시작했던 탓이었다. 그뿐만 아니라 언론에서는 '나비부인'이라는 별명을 붙여 섹시한 이미지를 들고 나온 머라이어를 비난했다. 1997년부터 캐리는 다른 가수들을 위한 작곡 및 제작을 본격적으로 하기 시작했다. 본인의 레이블을 만들고 직접 곡도 써줬으며 뮤직비디오에도 출연했던 얼루어를 위해서 세븐마일, 블랙(Blaque) 등의 데뷔 앨범에 작곡을 하였으며 Mary J. Blige를 위한 곡도 썼다. 또한 이때 즈음 자기 자신의 인생을 담은 영화 프로젝트, "All That Glitters"를 시작했다. 1998년 머라이어 부부는 결국 공식적으로 이혼했다. 이혼 이후 13곡의 1위 곡들과 몇 곡의 신곡을 포함한 [#1's] 앨범을 발표했다. 그리고 이 앨범에서 휘트니 휴스턴과의 듀엣으로 화제를 모았다. 애니메이션 영화 '이집트 왕자'의 OST이기도 한 'When You Believe'에서 두 디바는 환상의 듀엣을 선보였다. 그러나 이 싱글은 차트에서 15위라는 예상보다 저조한 성적을 기록했다. 반면, 아카데미 시상식에서 이 곡은 최고의 주제가 상을 타는 등 좋은 평가를 받았다. 이혼 이후 머라이어는 데릭지터 등과 염문을 뿌렸으며 언론은 더 이상 머라이어의 음악보다는 그녀의 외적인 모습과 사생활에 집중했고, 온갖 루머들을 생산해냈다.
1999년에 발표한 [Rainbow] 앨범에서 머라이어는 이전 작 [Butterfly] 앨범보다 더 많은 노출을 보였으며, 더 다양한 음악을 선보였다. 그리고 언론의 머라이어를 향한 비난은 최고조에 달했다. 첫 싱글이자 14번째 1위 곡인 [Heartbreaker]에서 선보인 그녀의 소녀 취향의 모습에 언론은 '나이를 잊은 디바'라며 조롱했으며, 30대에 맞는 이미지를 구사해야 한다며 비판했다. 그녀의 변한 모습에 실망한 팬들이 많이 떨어져 나갔으며 한때 미국 내 1000만 장이라는 앨범 판매량을 보이던 머라이어의 저력은 미국 내 300만 장, 전 세계 1000만 장에 불과한 저조한 성적으로 무너져내리기 시작했다. 그러나 이 앨범에서 Thank God I Found You 싱글을 1위에 올려놓으며 2곡의 1위 곡을 내어 15곡의 1위 곡을 만들어내며 비틀즈(20곡의 1위 곡)와 엘비스 프레슬리(17곡 1위)에 이어 3번째로 빌보드 싱글 차트 1위 곡을 많이 보유한 아티스트가 되었다.

### 2001년 ~ 2004년: 암흑기 · 《Glitter》와 《Charmbracelet》
2000년, 머라이어 캐리는 자신이 데뷔 이후 10여 년간 둥지를 틀었던 소니 뮤직 엔터테인먼트의 콜롬비아 레코드와 결별하고 새로운 소속사인 버진 레코드와 8000만 달러의 계약을 맺었다. 90년대 최고의 인기 가수이자 디바였던 머라이어 캐리는 상상하기도 힘들 정도의 최고의 금액을 받고 버진으로 이적했고, 버진 역시 그런 머라이어와 계약한 이후 머라이어에게 전폭적인 지지를 보냈다. 소속사를 옮긴 이후 그녀가 주연을 한 영화 All That Glitters가 본격적으로 촬영에 돌입했다. 머라이어는 제작에도 참여했고, OST 또한 다른 자신의 앨범과 마찬가지로 본인이 직접 제작에 참여했다.

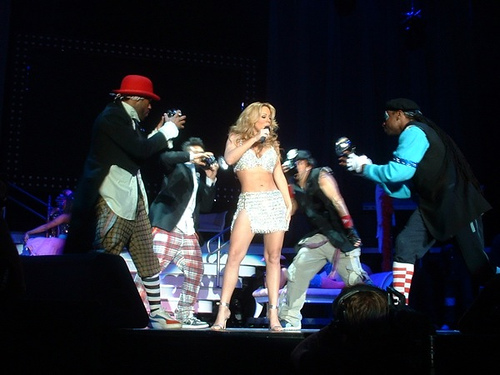
2003년 런던에서 열린 Charmbracelet Tour에서 공연 중인 머라이어 캐리

마침내 2001년, 뉴욕에는 머라이어 캐리의 새 영화 Glitter(제목을 All That Glitters에서 Glitter로 바꾸어 개봉했다.)의 개봉과 OST 겸 동명의 새 앨범이 가까웠음을 알리는 홍보물이 전역에 깔렸다. 머라이어의 새로운 소속사였던 버진 레코드는 머라이어의 새 영화와 새 앨범의 성공을 위해 홍보에 전폭적인 지원을 했다. 그리고 마침내 9월 11일에 머라이어의 영화가 개봉되었다. Glitter는 머라이어의 인생을 투영한 스토리의 영화였다. 그런데! 스토리가 허술하다, 배우들의 연기가 어색하다는 등의 악평을 받았을 뿐만 아니라 9.11 테러까지 겹치면서 영화는 사상 최악의 참패를 맛봐야 했다. 게다가 동명의 OST 격의 앨범 또한 쟁쟁한 힙합 뮤지션들과 함께 작업하여 발표했음에도 미국 내 100만 장, 전 세계 300만 장이라는 저조한 성적을 보였으며, 전 남편 토미모톨라의 방해로 빌보드 차트에서도 데스트니스 차일드와 제니퍼 로페즈에 밀려 1위를 차지하지 못해, 데뷔 이후 매년 1위 곡을 내던 머라이어의 기록이 무너졌다. 게다가 첫 싱글이었던 [Loverboy]에서 보인 카레이싱 모델 같은 모습에 언론에서는 '헐벗은 디바'라며 비판을 쏟아냈다. 또한 영화와 음반 작업에 너무 열중한 나머지 머라이어는 과로로 쓰러져 입원하면서 앨범은 홍보도 제대로 하지 못한 채 묻혀야만 했다. 머라이어는 쓰러지기 전, TV와 라디오 등에서 알 수 없는 말과 행동을 하면서 팬들을 걱정시켰으며 언론에서는 대대적으로 그녀의 그런 모습에 대해 비난을 퍼부었다. 머라이어가 정신쇠약에 걸렸다는 기사까지 났을 정도였다. 그러다 머라이어가 집에서 물을 마시던 중 과로로 쓰러져 병원에 입원하자, 언론은 기다렸다는 듯이 그녀가 끝이 보이지 않는 추락 끝에 컵을 깨서 손목을 그어 자살을 시도했다고 보도했다. 그 후에 머라이어와 측근들은 그런 보도를 한 언론에 분개하며 독실한 크리스천인 그녀는 자살은 꿈도 꾸지 않는다며 반박했다. 머라이어는 자신에 대한 루머를 생산하고 사실인 것처럼 보도하는 언론에 대해 자주 분노를 표현했다. 영화는 최악의 영화를 얘기할 때 여전히 거론되며 머라이어는 Glitter로 2002년 제22회 골든 라즈베리 시상식에서 최악의 여우주연상을 타기도 했다.
영화와 앨범이 연달아 참혹하게 실패하자, 버진 레코드에서는 머라이어와의 합의하에 2천800만 달러의 위약금을 물어 주고 계약을 해지했다. 그리고 머라이어는 활동을 중단한 채 유니버설 뮤직의 데프잼과 계약을 맺었다. 그리고 2002년 슈퍼볼 하프타임쇼에서 "The Star Spangled Banner"를 부르는 것을 시작으로 본격적으로 활동을 시작하였으며, 마침내 12월 <Charmbracelet>을 본인이 직접 만든 소속사 Monarc와 Island Def Jam의 이름으로 내놓는다. 머라이어는 이 앨범이 자신에게 매우 의미 있는 앨범이라고 밝혔다. 그리고 2집 이후 그녀의 공식처럼 되었던 빠른 템포의 첫 싱글과 다르게 첫 싱글은 희망적인 가사의 발라드인 "Through The Rain"이었는데 이 곡은 빌보드 싱글 차트 81위에 잠깐 모습을 드러냈으나 곧 차트에서 사라졌다. 그리고 2003년과 2004년 Charmbracelet World Tour를 통해 월드투어 콘서트를 펼쳤다. 그런 왕성한 활동에도 불구하고 세간에서는 머라이어를 한물간 가수, 한때 많은 인기가 있었던 디바라고 평가했다. 더 이상 머라이어의 목소리가 나오지 않아 활동을 하지 못할 것이라는 루머까지 나돌았다.

### 2005년 ~ 2007년: 성공적인 재기 · 《The Emancipation of Mimi》

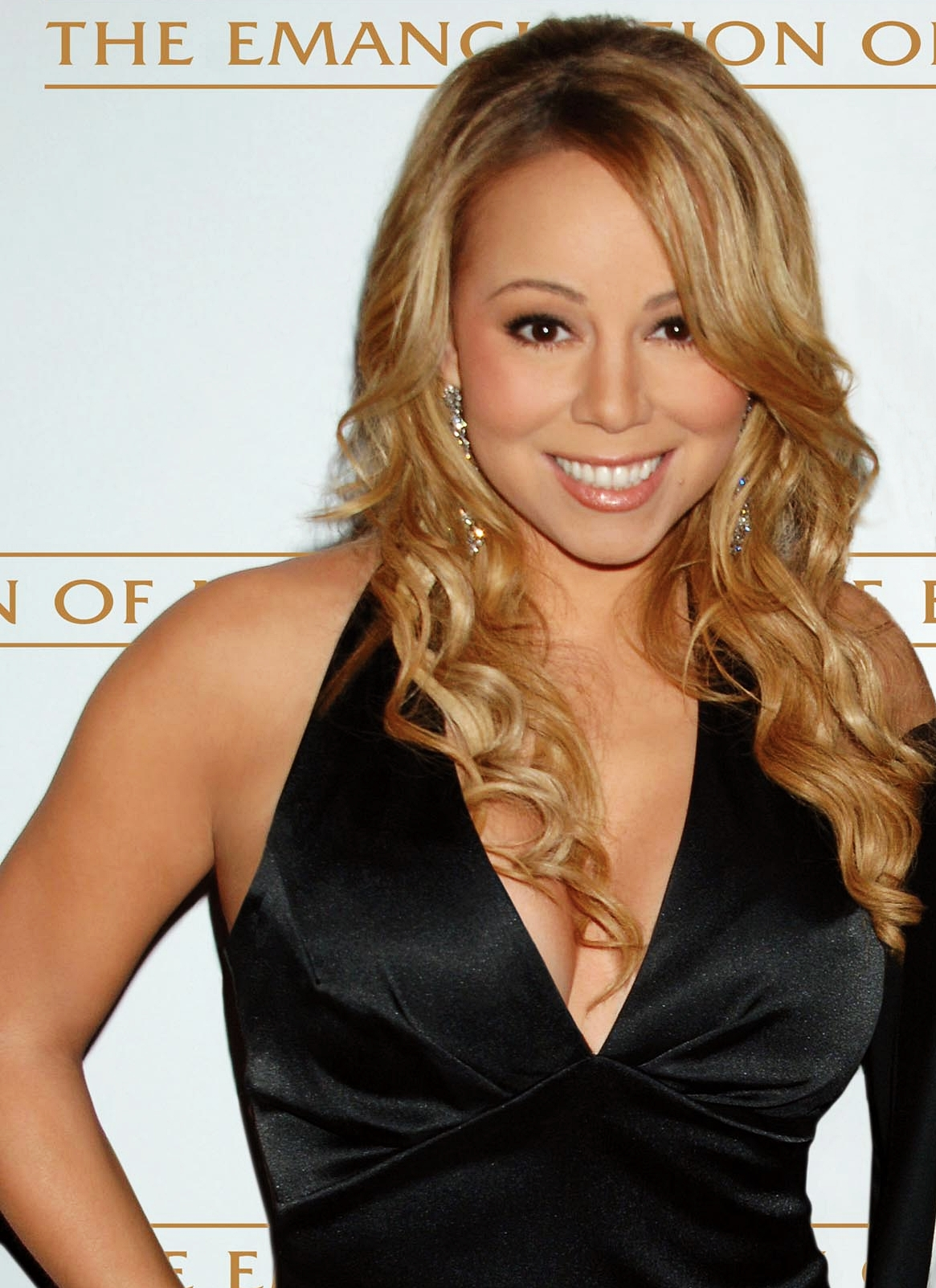
2005년 머라이어 캐리의 모습

머라이어 캐리는 2001년 《Glitter》, 2002년 《Charmbracelet》 등 잇따른 상업적 실패를 이겨내고 2005년 그녀의 새로운 앨범 《The Emancipation of Mimi》를 발매하였다. 《The Emancipation of Mimi》는 발매 첫 주에 40만 장 이상의 판매고를 기록, 《Rainbow》의 기록을 넘어 머라이어 캐리의 모든 앨범 중 가장 높은 첫 주 판매량을 기록하였다. (그러나 2008년 E=MC2 앨범이 첫 주 48만 장 판매로 다시 이 기록을 깬다.)이 앨범에는 스눕 독, 넬리, 저메인 듀프리, 트위스타, 넵튠스 등의 쟁쟁한 힙합스타들이 참여했다. 이 앨범의 첫 싱글로 채택된 곡은 첫 번째 트랙인 〈It's Like That〉이었다. 〈It's Like That〉은 빌보드 싱글 차트에서 16위까지 상승하는 등 머라이어 캐리의 저력을 보여주었다. 특히, 《The Emancipation of Mimi》 앨범 활동의 초기 'Good Morning America', 'BET Blueprint' 등의 프로그램에서 머라이어 캐리의 폭발적인 가창력이 돌아왔음을 보여주어 'Return of The Voice'가 거짓이 아니었음을 당당히 보이면서 미국 내에서의 그녀의 활동은 점차 상승곡선을 타기 시작했다.
《The Emancipation of Mimi》에서 두 번째로 싱글 컷된 곡은 두 번째 트랙인 〈We Belong Together〉이다. 〈We Belong Together〉는 차트 진입 8주 만에 빌보드 싱글 차트에서 1위를 차지하고 14주간 1위를 차지하였다(Carrie Underwood의 'Inside Your Heaven'에게 1주간 1위를 내어주어 비연속 14주 1위를 기록하였다). 이 기록은 어마어마한 것으로서, 빌보드 싱글 차트 역사상 네 번째로 오랜 기간 동안 1위에 머무른 기록이다. 'We Belong Together'는 또한 미디어베이스 기준 라디오 청취자 수에서 신기록을 수립하면서 명실공히 2000년대 최고의 곡으로 자리 잡았다. 'We Belong Together'의 엄청난 성공과 더불어 그녀의 새 앨범 《The Emancipation of Mimi》의 판매량 역시 급속도로 증가하였다. 지난 2005년 머라이어 캐리의 《The Emancipation of Mimi》는 486만 장의 판매량을 기록함으로써 2005년 한 해 동안 미국 내에서 가장 많이 팔린 앨범이 되었다.
머라이어 캐리의 《The Emancipation of Mimi》 앨범의 이러한 대성공은 각종 시상식에서 그녀에게 엄청난 수의 트로피를 안겨주게 되었다. VIBE Awards에서 4개 부문, 빌보드 뮤직 어워드에서 5개 부문, 아메리칸 뮤직 어워드에서 1개 부문에 수상의 영광을 안았다. 이러한 모든 시상식에서의 성공이 '상업적 성공'을 밑바탕으로 이루어진 것이라면, 48th Annual 그래미 어워드에서 8개 부문에 그녀의 이름이 노미네이트된 것은 그녀의 '음악적 성공'을 입증하는 것이라고 할 수 있겠다. 그녀는 Album Of The Year, Song Of The Year 등 그래미의 꽃이라고 할 수 있는 가장 중요한 부문에 그녀의 이름을 올렸다. 2006년 2월 8일에 치러진 시상식 결과 주요 부문에서는 시상에 실패했으나, 대신 R&B 부문에서 3개의 트로피를 거머쥠으로써 15년 만에 그래미 수상이라는 쾌거를 올렸다.
[We Belong Together] 이후 발매된 싱글 [Shake It Off]는 [We Belong Together]와 함께 싱글 차트 1위와 2위를 동시에 점령하는 진풍경을 낳기도 하였다. [Shake It Off]는 빌보드 싱글 차트 2위에 6주간이나 머물다가 결국 카니예 웨스트의 [Gold Digger]를 제치지 못한 채 1위에는 오르지 못했다. 그러나 [The Emancipation of Mimi]의 성공을 바탕으로 발매된 [The Emancipation of Mimi]의 repackage 앨범에 수록된 [Don't Forget About Us]가 에어플레이 순위만으로 빌보드 싱글 차트에 2위에 오르고, 디지털 싱글 판매가 [iTunes Music Store]에서 1위를 거두는 등 선풍적인 반응을 이끌어내며 2005년의 마지막 주 빌보드 싱글 차트에서 다시금 1위를 거머쥐는 영광을 안았다. [Don't Forget About Us]는 이듬해인 2006년 첫 주까지 1위 자리를 지켜 2주간 1위에 머물게 되었다. 이로써 The Emancipation of Mimi 앨범에서 발매된 싱글 중 1위를 달성한 싱글은 [We Belong Together]와 [Don't Forget About Us]로 총 2곡이 되었다. 《The Emancipation of Mimi》의 성공 이후 머라이어는 The Adventures of Mimi라는 월드투어(캐나다, 미국, 일본)를 계획, 성공적으로 끝마쳤으며 아시아 지역에서는 일본만이 투어 일정에 포함됐다. 당초 예정에 있었던 홍콩 공연의 경우 매니지먼트의 충돌로 인해 성사되지 못한 바 있다.

### 2008년 ~ 2010년: 《E=MC²》 · 《Memoirs of an Imperfect Angel》
그녀는 2008년 3월 음악적 기대와 더불어 엄청난 다이어트가 화제가 되며 그녀의 건강한 몸과 외모에도 주목을 받게 되었다. 4월 15일 발매된 E=MC2은 첫 주 48만 장의 판매량으로 이때까지 발매되었던 앨범 중 첫 번째주에 가장 많이 팔린 머라이어 캐리의 앨범으로 기록되었다. 이 앨범에는 티-페인, 영 지지 등의 신세대 래퍼와 뮤지션들이 참여했다. 첫 싱글 Touch My Body가 공개된 후 60위권으로 핫샷 데뷔, 15위로 상승했다가 디지털 싱글이 발매되자 다음 주 바로 1위에 올라 2주간 1위를 유지했다. 이 당시 2위는 어셔, 3위는 마돈나, 4위는 그전주 1위였던 리오나 루이스로 엄청난 거물급에도 불구하고 1위를 기록 그녀의 18번째 1위 곡이 탄생한다. 엘비스 프레슬리와 함께 빌보드 싱글 차트 1위 곡 수로 2위를 기록하던 머라이어는 18번째 1위를 기록하며 엘비스를 따돌리고 솔로 아티스트로는 최다 기록을 세웠다. 비틀즈에 이어 종합 2위의 기록이기도 하며 언론뿐만 아니라 음악계에서 머라이어 캐리가 과연 비틀즈의 20곡이라는 기록을 깰 수 있을지 주목하고 있다. 총 No.1기간에서는 93주로 현재 엘비스 프레슬리의 79주 1위 기록을 넘어섰다. 첫 싱글 'Touch My Body'의 성공에 이어 'Bye Bye'를 두 번째 싱글로 홍보하였으나, 아쉽게 19위를 기록하였다. 이 곡은 한국에서 Cyworld 차트에서 엄청난 활약을 하여 팝 판매량 부문에서 2008년 종합 1위를 하기도 했다. Bye Bye 활동 기간 중 배우 겸 래퍼인 닉 캐넌과 깜짝 결혼식을 올려 화제가 되었다. 결혼과 동시에 활동을 자제하여 [E=MC²]은 전작에 비해 그다지 큰 성공을 거두지는 못했다.
2009년에는 그녀의 프로듀서이자 싱어인 더-드림의 싱글 'My Love'에 참여했다. 같은 해 7월 세계적인 팝스타이자 그녀의 동료인 마이클 잭슨의 장례식에 참석했다. 2009년 9월 그녀는 12번째 앨범인 'Memoirs of an Imperfect Angel'을 발매했다. 이 앨범은 신디 로퍼, Notorious B.I.G 등의 뮤지션들의 곡을 샘플링으로 사용한 곡을 수록했다. 이에 앞서 그녀는 싱글인 'Obsessed'를 발매했는데, 특히 이 곡은 그녀와 스캔들이 났던 힙합스타 에미넴에 대한 디스곡이라는 추측을 낳았으나, 머라이어는 이 추측을 부정했다. 에미넴은 머라이어와 변태적인 잠자리를 했다고 주장하고 다녔으나 머라이어는 그런 사실이 없다며 일축했다. 그러자 에미넴은 머라이어를 노래를 통해 맹 비난했고, 그에 대해 머라이어가 'Obsessed'의 가사와 뮤직비디오 내용을 통해 디스한 것이라는 추측을 낳았다. 그러나 머라이어는 언론과의 인터뷰에서 "다른 누군가가 자신에게 집착하고 있는 상황에 놓인 적인 있는 모든 사람을 위해 만든 노래예요. 저는 그 사람(에미넴)이 누군지조차 몰라요. (웃음) 제가 그 노래를 만들었고 매우 만족해요."라며 그 소문에 대해 일축했다. 이 싱글은 발매하자마자 11위로 데뷔했고 최고 순위 7위를 기록했다. 포리너의 명곡을 리메이크한 'I Want To Know What Love Is' 싱글 프로모션 활동을 유럽 지역에서 진행했으며 'X-Factor' 등에 출연하여 훌륭한 라이브를 선보였다.

### 2011년 ~ 2014년: 《Merry Christmas II You》와 《Me. I Am Mariah... The Elusive Chanteuse》

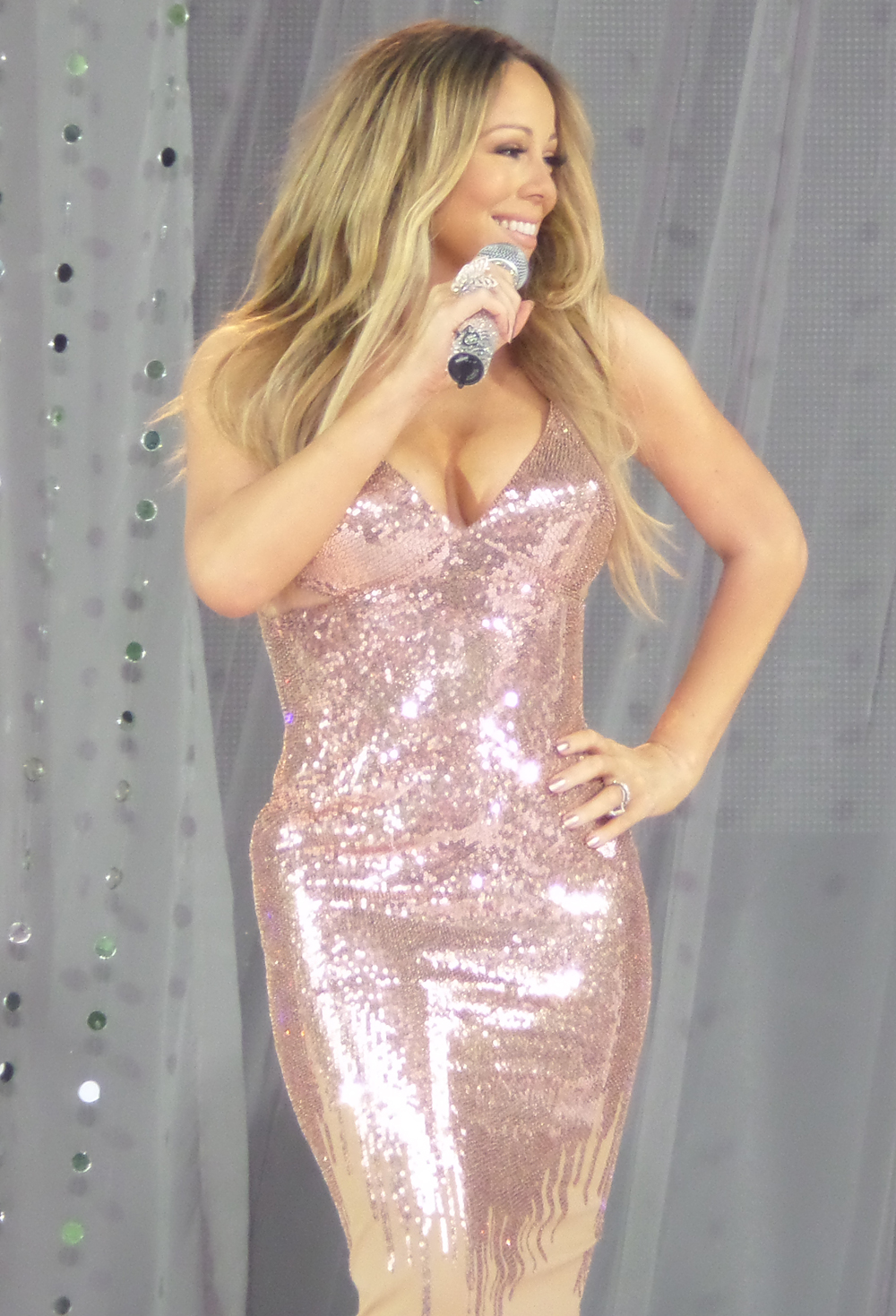
2013년 머라이어 캐리의 모습

머라이어 캐리는 리믹스 앨범 작업이 취소된 후, 그녀의 13번째 앨범이자 두 번째 캐롤 앨범 준비를 위해 다시 음반 작업에 나섰다. 패션 사진작가인 데이비드 라샤펠은 타임지를 통하여 앨범 아트가 완성되었다고 2010년 4월 통보하였다. 앨범의 프로듀서로는 저메인 듀프리와 마이클 콕스가 있었는데, 그중 듀프리는 2010년 말까지 작업이 완료된다고 말했었다. 그 외 존톄 오스틴과 랜디 잭슨이 이 앨범 작업에 함께 했다. 2010년 8월 서울에서 기자회견을 하는 동안, 아일랜드 데프 잼 레코드는 새 앨범의 제목을 Merry Christmas II You라고 밝히며 2010년 11월 2일 첫 발매가 이루어진다고 말했다. 이는 Merry Christmas 이후 16년 만에 발표한 캐롤 앨범이며, 6개의 신곡과 여러 가지 리믹스 곡 등이 수록되었다. 또한 CD와 DVD도 수록되었다.
한편 2008년 결혼한 머라이어 캐리는 2008년 월드 뮤직어워드 직후 유산 경험이 있었음을 밝혔다. 그리고 끊임없는 노력 끝에 얼마 전 임신에 성공한 사실을 NBC 《투데이》에서 밝혔다. 2011년 봄쯤에 출산을 앞두고 있다고 한다. 남편과 임신을 위해 끊임없이 노력했다고 하며, 셀린 디온이 침술 등의 방법을 추천해 주었다고 밝혔다. 마침내 임신에 성공했으며, 최근에는 뱃속의 아이가 한 명이 아니라 쌍둥이임을 그녀의 남편인 닉 캐넌이 라디오에서 밝혀 화제가 되기도 했다.
그리고 2011년 4월 30일, 머라이어 캐리는 낮 12시 7분에 로스앤젤레스 병원에서 딸과 아들을 차례로 출산했다. 대변인 신디 버거는 여자 아기 경우 키 18cm, 체중 2,350g이고 남자 아기는 19cm에 2,438g으로 산모와 함께 모두 건강한 상태라고 발표했다. 버거 대변인은 산모가 일부러 출산 날짜를 맞추지 않은 자연분만이라는 강조하면서 부부가 아직은 쌍둥이의 이름을 결정하지 못했다고 설명했다. 배우자 닉 캐논은 아이들이 태어나자 자신의 트위터에 "아내가 정말 믿을 수 없는 결혼기념일 선물을 했다. 내 생애에 앞으로 이보다 큰 선물은 없을 것"이라고 감격해 했다.
2012년 7월 23일 캐리가 《아메리칸 아이돌》 시즌 12에 심사위원으로 출연한다고 공식적으로 알렸고 1,800만 달러의 출연료를 받았다. 또한 8월 2일 캐리는 릭 로스와 미크 밀이 피처링으로 참여한 싱글 "Triumphant (Get 'Em)"를 발매했다. 2013년 2월 19일에는 영화 [오즈]의 OST인 "Almost Home"을 발매해서 많은
호평을 받았지만 빌보드 싱글 차트에 오르지 못한다. 그리고 5월 7일에는 그녀의 정규 12집 앨범 "[Me. I Am Mariah... The Elusive Chanteuse]"의 첫 싱글인 "#Beautiful"를 발매하여 첫날 높은 에어를 기록하며 싱글 차트 20위로 데뷔, 15위가 최고 순위가 되었다. 그리고 11월 12일 버즈 싱글인 "The Art Of Letting Go"를 발매하여 팬들에게 옛날 음악 스타일로 돌아간 것 같다는 호평을 받았다.
2013년 어깨 부상으로 리드 싱글을 발매하고 앨범을 발매하지 못했던 머라이어는 앨범의 완성도를 더 높인다는 명목으로 앨범 발매를 미뤘다. 2014년 1월에 그녀는 앨범의 실체를 서서히 드러내기 시작했다. 그리고 2월 13일에는 또  다른 싱글 'You're Mine'을 발매했다. 그리고 드디어 5월 27일 그녀의 정규 12집 앨범 "[Me. I Am Mariah... The Elusive Chanteuse]"를 발매했다. 이 앨범은 팬들에게 엄청난 호응을 얻었다. 팬들과 평단의 호응을 둘 다 얻어낸 그녀의 새 앨범은 안타깝게도 부진한 성적을 거두었다. 2014년 10월 8일 약 10년 만에 내한하여 올림픽 공원 88잔디마당에서 콘서트를 개최하였다. 이날 공연 때 머라이어는 좋지 않은 보컬을 선보였기 때문에 뉴스에도 나왔을 만큼 우리나라에서 논란이 되었다.
Rockfeller Center에서 크리스마스 공연을 했는데, 좋지 않은 컨디션과 불안한 음정을 선보였다. 그러나 이후 Beacon Theater에서 자신의 첫 크리스마스 콘서트를 진행했는데 회복된 컨디션과 안정적인 보컬을 선보였다.

### 2015년 ~ 2017년: 여러 활동 및 타임 스퀘어 공연 논란
2015년 4월 27일에는 새로운 싱글 <Infinity>가 공개되었고, 정식 뮤직비디오는 6월 2일에 공개되었다. 5월 15일에는 그녀의 빌보드 1위 곡들과 새로운 싱글 <Infinity>가 수록되어 있는 베스트앨범 <#1 to Infinity>가 발매되었다.
앨범 발매 이후 Las Vegas에서 앨범과 동명의 이름 <#1 to Infinity>으로 공연을 시작했다. (2015-2017)
2016년에는 <The Sweet Sweet Fantasy Tour>를 진행했고, 팬들을 위해 꾸준히 활동했다.
2016년 연말에는 머라이어에게 큰 사건이 터졌다. 뉴욕 타임스퀘어에서 신년 전야 행사 공연을 펼쳤는데 노래를 제대로 부르지도 못하고 내려온 것이다. 머라이어는 굉장히 실망한 듯한 얼굴로 "더 이상 나아지지 않는 군요"라고 말하며 무대를 내려갔다.
머라이어 측은 인이어가 제대로 작동하지 않아 노래 반주와 자신의 목소리를 들을 수 없었다고 설명했다. 이 공연이 머라이어에게 많은 타격을 주었지만 여름에 예정돼있던 라이오넬 리치(Lionel Richie)와 함께하는 <All The Hits Tour>는 그대로 진행되었다.

### 2018년 ~ 현재: 《Caution》과 《The Rarities》
머라이어 캐리는 SNS를 통해 자신이 2018년 (New Years rockin' Eve) 새해맞이 공연에 다시 출연함을 알렸다. 그녀는 추운 날씨도 불구하고 <Vision Of Love>와 <Hero>를 라이브로 열창했다.
이공연은 언론에서도 화제가 되며 호평 일색이었다. 이렇게 머라이어 캐리는 2018년을 아주 산뜻하게 시작했다.
2018년 11월 16일, 머라이어는 열다섯 번째 정규 음반 《Caution》을 발매하였다.
머라이어 캐리는 2019년에 <Caution> 투어를 진행했으며, (현지 시각 기준) 2019년 5월 1일에 빌보드 뮤직 어워드에 참석하여 <A No No>, <Always Be My Baby>, <Emotions>, <We Belong Together>, <Hero>를 메들리 형식으로 멋진 라이브 공연을 펼치고, Billboard Icon Award를 수상했다.
또한 팬들에게 기쁜 소식이 하나 들려왔다. 그녀의 전설적인 크리스마스 캐롤곡 〈All I Want for Christmas Is You〉가 발매된 지 25년 만에 2019년 12월 17일 자 빌보드 Hot 100 차트 1위를 차지하게 되었다.
이 신나고 경쾌한 캐롤곡의 인기는 연말 동안 계속되어서 2020년 1월 4일 자 빌보드 Hot 100 차트 1위를 기록했다.(총 3주 연속) 이로써 이 곡은 2019년의 마지막과 2020년 첫 번째 빌보드 1위 곡이 되었다.
많은 팬들이 인스타그램, 페이스북, 트위터 등 SNS 상에서 이곡의 1위를 축하했고, 머라이어 캐리는 트위터에 "We did it!!" (우리가 해냈어!!) 라는 글을 남기며 기쁨을 드러냈다.
2020년은 머라이어 캐리의 데뷔 30주년이다. 9월 29일에는 머라이어의 자서전이 발매되었고, 10월 2일에는 《The Rarities》라는 이름의 앨범이 발매되었다.

## 음반
- 《Mariah Carey》 (1990)
- 《Emotions》 (1991)
- 《Music Box》 (1993)
- 《Merry Christmas》 (1994)
- 《Daydream》 (1995)
- 《Butterfly》 (1997)
- 《Rainbow》 (1999)
- 《Glitter》 (2001)
- 《Charmbracelet》 (2002)
- 《The Emancipation of Mimi》 (2005)
- 《E=MC²》 (2008)
- 《Memoirs of an Imperfect Angel》 (2009)
- 《Merry Christmas II You》 (2010)
- 《Me. I Am Mariah... The Elusive Chanteuse》 (2014)
- 《Caution》 (2018)
- 《Here for It All》 (2025)

## 연기 경력
- The Bachelor (1999)
- Glitter (2001)
- Ally McBeal (TV appearance, one episode, 2002)
- WiseGirls (2002)
- Death of a Dynasty (cameo, 2003)
- State Property 2 (2005)
- Tennessee (2008)
- You Don't Mess With The Zohan (2008)
- Precious (2009)
- The Butler (2013)
- 레고 배트맨 무비 (2017)

## 기타
- 불화가정이다. 언니인 알리슨 캐리(1962년~)는 매우 오랫동안 매춘부로 일했는데 머라이어 캐리는 언니가 매춘부를 그만두게 하기 위해 언니에게 대형 서점을 장만해서 선물로 줬으나 알리슨은 그런 동생의 성의를 무시했으며 동생이 차려준 서점을 처분한 뒤 흥청망청 낭비한 후 다시 매춘부가 되었다. 결국 알리슨은 에이즈에 감염되었다. 오빠인 모건 캐리(1960년~)와는 어렸을 때는 사이가 좋았으나 2010년 이후로 사이가 틀어져서 현재는 불구대천이며 모건은 여동생인 머라이어를 헐뜯는 강연으로 돈을 벌고 있다.

## 같이 보기
- 가장 많은 음반을 판 음악가 목록
- 대중음악의 별명 목록